# Alén, luz de luna
Alén, luz de luna fue una telenovela argentina emitida en 1996 por Canal 13, dirigida por Diana Álvarez. Protagonizada por Gustavo Bermúdez y el primer actor Héctor Alterio. Coprotagonizada por Vivianne Pasmanter, Silvana Di Lorenzo, Maite Zumelzú, Humberto Serrano, Chany Mallo, Guadalupe Martínez Uría y Jorge Villalba. Antagonizada por Celina Font y la primera actriz Silvia Montanari. También, contó con la actuación especial de Marta González. Y las participaciones de Ulises Dumont, Aldo Barbero y Marcos Zucker como actores invitados. 
Fue filmada íntegramente en la ciudad de San Martín de los Andes, en la provincia de Neuquén.

## Historia
Pablo (Gustavo Bermúdez) es un joven profesional de Buenos Aires que pone en orden los papeles de su madre adoptiva que acaba de morir y encuentra algo inesperado: el título de propiedad de una cabaña ubicada al sur de Argentina, entre maravillosos lagos y montañas. La sorpresa de Pablo es grande ya que sus padres nunca habían tenido secretos con él, sin siquiera haberle ocultado que era hijo adoptivo, por lo que decide viajar a San Martín de los Andes y conocer esa cabaña. Pero hay mucho más por descubrir, porque él ignora que sus verdaderos padres viven.
Fanny (Silvia Montanari) es una mujer amarga y poderosa, a pocos pasos de acceder a la gobernación de la provincia. Ella creyó que su hijo extramatrimonial -Pablo- había muerto a pocos días de nacer, cuando se lo entregó a Celina (Chany Mallo) con la consigna de hacerlo desaparecer. Pedro (Héctor Alterio) un hombre íntegro y sincero, es el verdadero padre de Pablo y siempre ignoró que Fanny –con quien lo ata una dramática historia de amor- había concebido un hijo de él. Tras un misterioso llamado, Pedro regresa al pueblo luego de pasar 12 años en la cárcel injustamente, y allí tratará de reencontrarse con su antiguo amor: Elena Gallardo (Marta González).
En este mismo pueblo Pablo conocerá Vera (Vivianne Pasmanter), que descubre ser el gran amor de tu vida, pero también es disputado por Nora (Silvana Di Lorenzo) y Patricia (Maite Zumelzú), quienes se convertirán en rivales de Vera. Él está libre de enamorarse, pues terminó recientemente su matrimonio de año y medio con Isabel (Celina Font). Pero su llegada a este sitio será marcada por conflictos y peligros, ya que su propia madre hará todo lo posible por alejarlo del pueblo, y su exesposa reaparecerá cruelmente en su vida. Así comienza la historia, con un viaje que cambiará para siempre la vida de Pablo y Vera: un viaje hacia los orígenes y hacia el amor.

## Elenco

### Elenco Principal
| Actor/Actriz            | Personaje          |
| ----------------------- | ------------------ |
| Gustavo Bermúdez        | Pablo Pineda       |
| Vivianne Pasmanter      | Vera Hardoy        |
| Silvia Montanari        | Fanny Carranza     |
| Celina Font             | Isabel Mansilla    |
| Héctor Alterio          | Pedro Ledesma      |
| Marta González          | Elena Gallardo     |
| Silvana Di Lorenzo      | Nora Gabia         |
| Maite Zumelzú           | Patricia Gallardo  |
| Humberto Serrano        | Enrique Hardoy     |
| Guadalupe Martínez Uría | Sol Hardoy         |
| Chany Mallo             | Celina Carranza    |
| César Altomaro          | Paco Carranza      |
| Jorge Villalba          | Félix De Biase     |
| Nacho Gadano            | Martín Sneider     |
| Christian Jaimot        | Francisco Gallardo |
| Facundo Huarriz         | Lucho Gastaldi     |
| Oscar Ferreiro          | Emilio Gastaldi    |
| Lita Soriano            | Carmen Ayala       |
| Maria Pía Galiano       | Auca               |
| Julio Russo             | José               |
| Martín Coria            | Lonco Catrielo     |
| Daniel Miglioli         | Rolando Pisanti    |
| Marcelo Belardinelli    | Franco Gianni      |
| Maria Puyol             | Sonia              |
| Belen Goñanloz          | Mecha              |
| Silvia Mele             | Silvi              |

### Actores Invitados
| Actor/Actriz  | Personaje |
| ------------- | --------- |
| Aldo Barbero  | Simone    |
| Ulises Dumont | Luis      |
| Marcos Zucker | Mingo     |

## Premios

### Premios Martín Fierro 1996
| Rubro                              | Nominado          | Resultado |
| ---------------------------------- | ----------------- | --------- |
| Mejor Telenovela                   | Alén, luz de luna | Ganadora  |
| Mejor Actor Protagonista en Drama  | Héctor Alterio    | Ganador   |
| Mejor Actriz Protagonista en Drama | Silvia Montanari  | Nominada  |

## En otros países
La telenovela fue retransmitida en varios países del mundo, incluyendo Bosnia, Bulgaria, Canadá, Chipre, Eslovenia, Ecuador, España, Francia, Italia, Israel, Paraguay, Serbia y Uruguay.

## Banda sonora
https://www.youtube.com/watch?v=UZFOGwkJt6I
- Datos: Q8196906